# Список перших леді Китаю

## Списокперших ледіКитаю
| Перша леді | Перша леді | Перша леді  | Роки життя          | Дата реєстрації шлюбу | Чоловік | Чоловік      | Чоловік | Початок терміну | Закінчення терміну    |
| ---------- | ---------- | ----------- | ------------------- | --------------------- | ------- | ------------ | ------- | --------------- | --------------------- |
| 1          |            | Цзян Цін    | нар. 1914 пом. 1991 |                       |         | Мао Цзедун   |         | 1954            | 1959                  |
| 2          |            | Ван Гуанмей | нар. 1921 пом. 2006 |                       |         | Лю Шаоці     |         | 1959            | 1968                  |
| 3          |            | Лінь Цзямей | нар. пом.           |                       |         | Лі Сяньнянь  |         | 1983            | 1988                  |
| 4          |            | Лі Бочжао   | нар. пом.           |                       |         | Ян Шанкунь   |         | 1988            | 1993                  |
| 5          |            | Ван Єлін    | нар. 1928           |                       |         | Цзян Цземінь |         | 1993            | 2003                  |
| 6          |            | Лю Юнцін    | нар. 1940           |                       |         | Ху Цзіньтао  |         | 2003            | 2013                  |
| 7          |            | Пен Ліюань  | нар. 1962           |                       |         | Сі Цзіньпін  |         | з 2013          | нині діюча перша леді |